# Szálkás pajzsika
A szálkás pajzsika tudományos nevén (Dryopteris carthusiana) a pajzsikafélék családjába tartozó védett növény.

## Élőhelye
Láperdőkben, ültetett fenyvesekben. Magyarországon többek közt a Gödöllői-dombság, valamint a Kisalföld területén él, valamint a Mátrában is megtalálhatóak állományai.

## Leírása

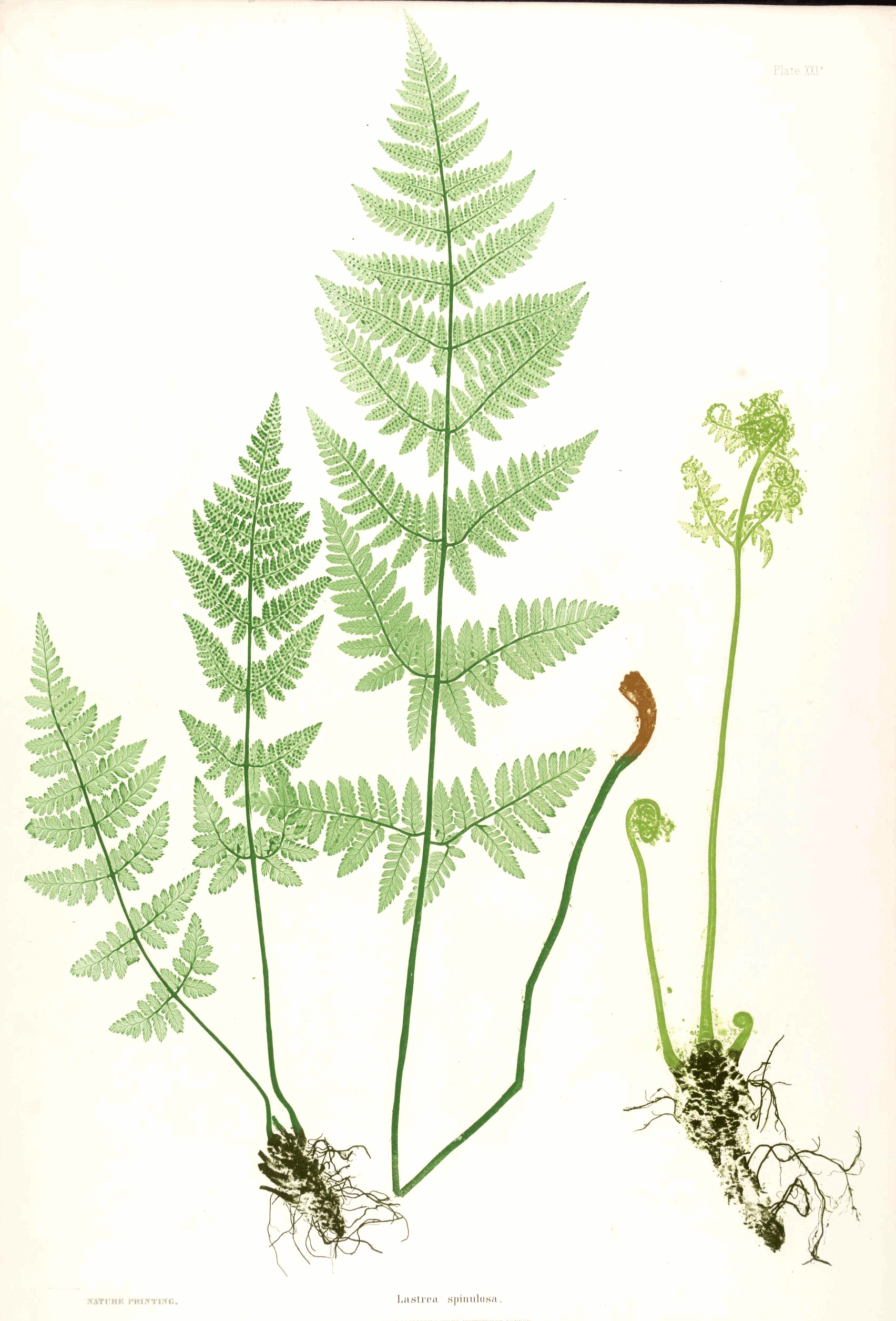

A levelek kétszeresen szárnyaltak, mereven felfelé állóak, 50–70 cm hosszúak, hosszúkás-tojásdadok, a levélnyél rendszerint olyan hosszú, mint a lemez. Az alsó elsőrendű szárnyak háromszögletesek, 5–15 cm hosszúak, a másodrendűek szárnyasan osztottak, a csúcsuk szálkás-hegyes, felfelé álló fogas. Júliustól szeptemberig szórja spóráit.